# Ludy pierwotne
Ludy pierwotne – termin wprowadzony na przełomie XIX i XX wieku przez ewolucjonistów na oznaczenie ludów tubylczych, których styl życia pozostał niezmieniony od początków historii ludzkości. Ludy pierwotne nie znają rolnictwa, pisma, udomowionych zwierząt ani organizacji społecznych większych niż plemię. Utrzymują się z myślistwa i zbieractwa, wyznają zazwyczaj animizm i szamanizm.
Współcześnie do ludów pierwotnych zaliczają się m.in.:
- W Afryce
  - Buszmeni
  - Hotentoci
  - Pigmeje
- W Azji
  - Andamanie
  - Semangowie
  - Sentinelczycy
  - Weddowie
- W Ameryce
  - Pirahã
  - Janomamowie
  - tubylcy Ziemi Ognistej (plemiona Yahgan, Selk'nam i Alakaluf)